# Мацкин, Хаим
Хаим Мацкин – израильский врач-уролог, профессор. В 1996 – 2018 гг. – директор департамента урологии медицинского центра им.Сураски – Ихилов (Тель-Авив).

## Биография
Окончил медицинский факультет Еврейского университета в Иерусалиме в 1977 г. В 1990 г. завершил специализацию по урологии в медицинском центре им.Сураски. После этого проходил клиническую ординатуру в США – в университетах Тенесси и Майами.
Свою профессиональную карьеру начал в 1981 г. в Армии обороны Израиля, в должности заведующего департаментом эпидемиологии. С 1992 г. работал в департаменте урологии медицинского центра им.Сураски в должности старшего врача, а в 1996 г. возглавил этот департамент. Одним из первых в Израиле начал проводить брахитерапию при раке простаты. Занимается также хирургическим лечением рака мочеполовой системы, выполняет операции при аденоме предстательной железы.
С 1992 г. преподает на медицинском факультете Тель-Авивского университета. С 2000 г. является профессором этого университета.

## Научная работа
Профессор является автором 136 научных статей, 26 обзорных статей, 2 глав в монографиях.
Большинство научных публикаций профессора посвящены диагностике и лечению рака мочеполовой системы: простаты, мочевого пузыря. Профессор исследовал также эффективность медикаментозных методов лечения доброкачественной гиперплазии предстательной железы. Еще одна тема его работ – малоинвазивное лечение мочекаменной болезни (чрескожная нефролитотомия).